# Tifoseria dell'Associazione Sportiva Roma

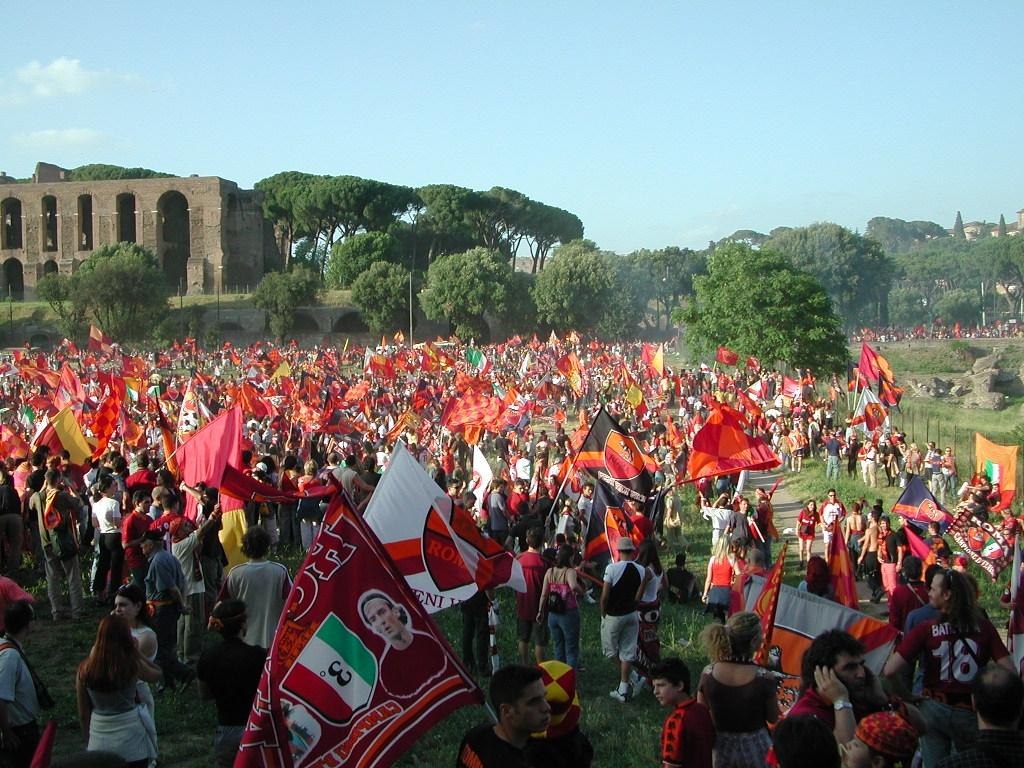
Tifosi della Roma al Circo Massimo il 17 giugno 2001 a festeggiare il terzo scudetto.

Nella presente pagina sono riportate informazioni sui tifosi dell'Associazione Sportiva Roma, società calcistica italiana con sede a Roma.

## Contesto e orientamento politico
In base ai sondaggi condotti dalla società "Demos & Pi" sul tifo calcistico e sportivo degli italiani, pubblicati sul quotidiano la Repubblica e realizzati quasi annualmente nel periodo compreso tra il 2005 e il 2024, la Roma è risultata in tutte le rilevazione come il quinto club più sostenuto in Italia, con in media una percentuale di tifoseria di circa il 6/7% tra coloro che seguono il calcio; l'ultima rilevazione, nel 2024, le attribuisce appunto il 7% di tifosi mentre quella con il valore più alto è stata nel 2010 (7,40%) e quella con il valore più basso si è avuta nel 2005 (4,20%). Sempre per "Demos & Pi", nel 2023 i sostenitori della Roma erano distribuiti soprattutto in una delle cinque regioni geografiche dell'Italia esaminate, risultando la squadra più tifata nel Centro-Sud (31% nelle regioni Lazio, Abruzzo e Molise).
Da una ricerca di settore condotta dalla Polizia di Stato del 2003 si evince che la tifoseria della Roma, storicamente schierata a sinistra, presentava un rovesciamento di fronte che portava gli odierni sostenitori a sostenere la destra, nello specifico uno dei gruppi presenti in Curva Sud (Boys), al contrario un sondaggio di Demos & Pi pubblicato nel settembre 2012 sul quotidiano la Repubblica riporta che il tifo per la squadra giallorossa è maggiormente marcato nel Centro Italia e l'orientamento politico dei tifosi è prevalentemente di centro-sinistra confermando la maggiore rappresentanza di tale orientamento politico anche in Curva Sud dei moderni tifosi (Fedayn).

## Spettatori
La tifoseria giallorossa contribuisce ad una percentuale di riempimento dello Stadio Olimpico, durante le gare casalinghe della Roma, pari al 93% che è risultata tra le più alte del panorama calcistico italiano nel 2023; in termini di numero medio di spettatori allo stadio, dalla stagione 2000-2001 in poi, la Roma è stata in due stagioni al primo posto tra i club di Serie A in questa particolare classifica. La migliore media di pubblico stagionale per la squadra, in campionato, è stata registrata nell'annata 2000-2001, terminata con la vittoria del terzo scudetto, quando vi fu una presenza media di 64 722 spettatori per gara. I tifosi romanisti fecero invece segnare il primato di abbonamenti stagionali in campionato per il club, acquistando 48 213 tessere, nella stagione 2002-2003.

## Fan club
Sulla scia di Juventus, Inter e Milan, su proposta dell'allora allenatore giallorosso Helenio Herrera, nasce nel 1971 l'"Associazione Italiana Roma Club" (AIRC), ente che conta più di 120 club affiliati. Questo ente promuove e sviluppa il tifo sportivo in favore delle squadre della Roma, produce su richiesta striscioni per i Roma club affiliati e ne indica gli standard di fabbricazione, fornisce biglietti per le partite casalinghe di Serie A ai Roma Club affiliati, e, in associazione con il club giallorosso, organizza le conviviali dei Roma club con la partecipazione di calciatori o dirigenti del club capitolino.
I Roma club affiliati provengono da tutte le regioni d'Italia (la più rappresentata è il Lazio seguito dalla Puglia) e da trenta Nazioni, delle quali le più rappresentate sono Stati Uniti d'America, Regno Unito e Brasile, mentre Europa e Americhe sono i continenti con più Roma club.
Altra organizzazione è l'"Unione Tifosi Romanisti" ONLUS (UTRONLUS), la quale è moralmente associata alla Roma, è un ente che non ha finalità di lucro, ma promuove attività sportive dilettantistiche ed attività motorie in genere, della cultura e dell’arte, inoltre ha come principale scopo di promuovere e sviluppare il tifo sportivo in favore del club giallorosso, nel rispetto delle norme etiche di educazione civica e sportiva e delle leggi dello Stato. Per fare questo è solita partecipare a raccolte pubbliche di fondi e campagne di sensibilizzazione.

## Presenza sui media digitali e reti sociali
Con la sopravvenuta espansione dei media digitali e dei social network in Italia dalla seconda metà degli anni 2000, la Roma fa uso costante dal 2011 di questo genere di piattaforme, nell'ambito di una politica di rafforzamento del marchio condotta a partire dal presidente Thomas DiBenedetto.
All'8 maggio 2022 i Giallorossi risultano seguiti da 9,7 milioni di fan su Facebook, 2,3 milioni su Twitter (includendo i dati di tutti i profili ufficiali) e 4,3 milioni su Instagram, collocandosi complessivamente al terzo posto nella graduatoria italiana (16,7 milioni di simpatizzanti nei tre servizi citati). Il club è presente in altri servizi Internet quali YouTube (circa 3 milioni di iscritti e oltre 280 milioni di visualizzazioni), Medium (3 500 follower) e Periscope (14 885).

## Tifoseria organizzata

### I primi gruppi e i Guerriglieri
I primi gruppi di tifosi a sostegno dei colori giallorossi nacquero nel 1950: fu costituita, grazie all'attivismo dei capo-tifosi Domenico Montanari e Angelo Meschini, animatori assieme ai fratelli Mario e Peppino Catena del periodico Il Giallorosso, una rete di circoli di sostenitori che nel 1951 si riunirono nell'"Associazione Tifosi Giallorossi Attilio Ferraris", intitolata al primo storico capitano della squadra giallorossa.
L'associazione crebbe impetuosamente, soprattutto nella stagione 1951-1952, disputata in Serie B, tanto da avere alla fine dell'anno ottanta circoli affiliati (tra i più importanti: Esquilino, Borgo, Trastevere, San Saba, Salario, Prenestino, Tuscolano, Garbatella, Trionfale e Primavalle), alcuni dei quali ubicati in provincia (Tivoli, Civitavecchia, Rocca di Papa), e 24 000 associati. L'associazione si sciolse nel 1960, stante la chiusura da parte delle autorità di Pubblica Sicurezza di parecchi circoli nei quali veniva praticato gioco d'azzardo.
Nell'autunno del 1963 fu tentata una riorganizzazione della tifoseria, con la creazione di diversi gruppi rionali denominati "12º Giallorosso"; ebbero tutti vita breve, tranne quello del popolare quartiere di Casal Bertone, nato il 20 ottobre del 1963 e in attività anche nel III millennio. Nel 1967 nacque il gruppo dei "Guerriglieri della Curva Sud". In quegli anni le curve dell'Olimpico non avevano i seggiolini, ma erano presenti i cosiddetti muretti. Essendo il loro numero limitato, i tifosi ultrà arrivavano allo stadio alcune ore prima dell'inizio della partita per accaparrarsi i posti migliori. Il gruppo solitamente occupava l'ultimo muretto confinante con la tribuna Monte Mario.

### Fedayn e Boys

I Fedayn negli anni 1970 con uno striscione giallo e rosso

Nel 1971, sull'onda dell'entusiasmo per l'avvento della presidenza Anzalone e per il ritorno al timone di Helenio Herrera, la tifoseria organizzata ebbe un nuovo impulso, stavolta decisivo: ai pochi gruppi esistenti, slegati ed indipendenti tra loro (come Casal Bertone, Primavalle "Giuliano Taccola", Testaccio, Trionfale, Milano) si aggiunsero in breve tempo Viale Somalia, Monteverde, Montesacro, Pietralata, Ponte Mammolo, Esquilino. Nacque così il "Centro Coordinamento Roma Club", che in seguito divenne "Associazione Italiana Roma Club" e si sviluppò tanto da raggiungere nel giro di qualche anno, nonostante il periodo aureo della Lazio, ben 130 club affiliati. L'anno successivo vennero creati due dei più importanti gruppi ultrà della tifoseria romanista: i "Fedayn" e i "Boys".
I primi nacquero ufficialmente il 12 marzo 1972 nel corso della partita Roma-Varese e raggrupparono per la gran parte tifosi del quartiere romano del Quadraro. La Magica in quel periodo non conseguì risultati di alta classifica e per questo i cittadini della capitale quando incontravano i tifosi del gruppo li apostrofano con frasi come: «Siete peggio dei Fedayn», per sottolinearne l'estremo attaccamento alla propria fede. Decisero quindi di fare proprio questo nome.
I Fedayn erano soliti posizionarsi sul muretto 17 della vecchia Curva Sud, con la guida di Roberto Rulli: inizialmente ebbero tendenze di sinistra, messe in risalto nei propri volantini, anche a causa della militanza politica di molti suoi componenti (originari di un quartiere popolare come il Quadraro) e dello stesso Rulli; nel corso degli anni 2000 il gruppo si dichiarerà apolitico.

I Boys su un muretto dello Stadio Olimpico con il loro striscione rappresentativo

I Boys (anche dette Le Furie Giallorosse) nacquero nel 1972 su iniziativa di Antonio Bongi, con l'aiuto di Renato Faitella e Fausto Josa, dirigenti del Centro Coordinamento Roma Club; il nome venne preso dai Boys SAN Inter, gruppo di ultrà dell'Inter fondato nel 1969. A differenza della maggior parte dei gruppi della tifoseria giallorossa, i Boys si recavano sistematicamente in Curva Nord; ciò che li distingueva dagli altri gruppi era la provenienza sociale: i membri appartengono alla classe borghese ed erano socialmente benestanti.
Ciò permise loro di comprare un grande quantitativo di materiale da stadio, come tamburi o megafoni. Il gruppo, con idee politiche di destra, fu protagonista di uno dei primi scontri tra ultrà: il 14 ottobre 1973 a Torino gli ultras granata, allora politicamente schierati a sinistra, riuscirono a sottrarre gli striscioni del Roma Club Milano. Per questo motivo dopo la gara si verificarono scontri all'esterno dello stadio tra i tifosi granata, armati di bastoni e coltelli, e romanisti disarmati.

### Commando Ultrà Curva Sud

I tifosi del Commando Ultrà Curva Sud nella loro prima apparizione, il 9 gennaio 1977

Alla fine del 1976 le figure più importanti della tifoseria si incontrarono per riunire la maggior parte dei gruppi sotto un unico nome. Così il 9 gennaio 1977, in occasione della partita interna Roma-Sampdoria, Fossa dei Lupi, Pantere giallorosse, Boys e Fedayn decisero di fondersi per dar vita a un nuovo gruppo più coeso e numeroso, il "Commando Ultrà Curva Sud".
Il nome fu proposto da Antonio Bongi, capo ultrà dei Boys, e venne votato a maggioranza. Anche se i Fedayn uscirono subito dal nuovo progetto, il gruppo, indicato spesso con l'acronimo "CUCS", iniziò un cammino che lo portò a essere il gruppo ultrà più importante della Curva Sud e uno dei maggiori in Italia e in Europa.

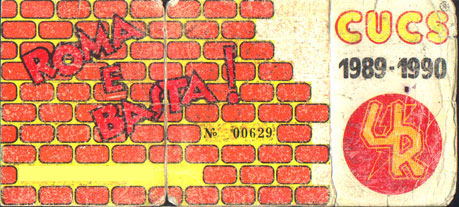
Una tessera del CUCS-GAM

### La scissione e il declino
La storia del CUCS terminò dieci anni più tardi, nel 1987, quando il gruppo si divise in due fazioni. La causa è l'arrivo a Roma di Lionello Manfredonia, ex calciatore di Lazio e Juventus. La tifoseria giallorossa chiese più volte, anche attraverso striscioni diretti al presidente Dino Viola, di non procedere all'acquisto del giocatore bianconero, ma venne ignorata e il calciatore fu rilevato nell'estate del 1987.
I due gruppi che si crearono furono il "Gruppo Anti-Manfredonia", abbreviato con "GAM", che, come da nome, contestava il neo-acquisto della società, e il "Vecchio CUCS", il quale sosteneva che Manfredonia non doveva essere fischiato dalla tifoseria romanista perché oramai indossava la casacca giallorossa. Le idee contrastanti dei due gruppi portarono ad una fase di tensione che sfocia in una rissa il 2 settembre 1987, durante la partita di Coppa Italia Roma-Genoa, allo Stadio Flaminio.

Alcuni membri del Gruppo Anti-Manfredonia

Anche quando il calciatore terminò la sua carriera il 30 dicembre 1989, dopo aver accusato problemi cardiaci nella partita Bologna-Roma, la tifoseria della Curva Sud non si riunì. Alcuni elementi del GAM si distaccarono formando "Opposta Fazione".

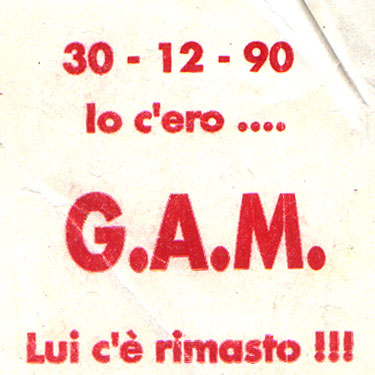
Un adesivo del CUCS-GAM

Nella stagione 1993-1994 venne riunificato il Commando Ultrà: il "Neo-CUCS" però procedette verso un lento declino, non riuscendo più a riscuotere il sostegno dei membri dello storico CUCS.

### Dagli AS Roma Ultras a oggi
Le redini della curva vengono prese dagli "AS Roma Ultras", abbreviato con "ASRU", che organizzò il tifo tra il 1999 e il 2002, anno in cui venne proclamato l'autoscioglimento. Essi si ricomposero nello stesso anno poiché nessun gruppo di ultras era riuscito a imporsi nella curva. Ma le idee contrastanti all'interno del gruppo, che avevano portano all'autoscioglimento, provocarono delle piccole scissioni interne nella stagione 2003-2004. Nello stesso anno, durante la partita Roma-Messina, il gruppo decise di non esporre lo striscione, sancendo il definitivo scioglimento.
In seguito i gruppi preponderanti della Sud divennero i Boys e i Fedayn, anche se i Boys, dopo la scomparsa in un incidente stradale del leader, andarono sempre più riducendosi fino a lasciare ai Fedayn il primato per numero di tifosi. Tali gruppi, insieme ad altre tifoserie, nella stagione 2010-2011 protestarono contro l'introduzione della tessera del tifoso. Dal 2014/15 a guidare la Curva Sud c'è il gruppo Roma, che si posiziona al centro della Curva, e, rispettivamente nel 2016 e 2023, si aggiungono il gruppo Romanismo e il Gruppo Quadraro, quest'ultimo nato dalle ceneri dei Fedayn, scioltisi in seguito al furto degli striscioni ad opera degli ultras della Stella Rossa. Va comunque specificato come lo striscione "Gruppo Quadraro" fosse già esposto negli anni '80 dai Fedayn.

### Cronologia
Di seguito la cronologia per decenni.

#### 1950-2024
1951 - Nascita dell'Associazione Tifosi Giallorossi Attilio Ferraris
1960 - Scioglimento dell'Associazione Tifosi Giallorossi Attilio Ferraris
1963 - Nascita dei club "12°giallorosso"
1967 - Nascita dei Guerriglieri della Curva Sud
1972 - Nascita dei Fedayn
1972 - Nascita dei Boys - Le furie giallorosse
1974 - Nascita dei Kamikaze
1976 - Nascita di Cuore giallorosso
1977 - Fusione tra Fossa dei Lupi, Pantere giallorosse, Fedayn e Boys: nascita del Commando Ultrà Curva Sud
1977 - I Guerriglieri della Curva Sud e i Panthers si uniscono al Commando Ultrà Curva Sud sotto il nome di Centro Giovanile Giallorosso
1977 - I Kamikaze si uniscono al Commando Ultrà Curva Sud
1977 - I Fedayn escono dal Commando Ultrà Curva Sud
1977 - Nascita di San Lorenzo
1977 - Nascita de La vecchia guardia
1984 - I Boys escono dal Commando Ultrà Curva Sud
1987 - Il Commando Ultrà Curva Sud si divide in Vecchio CUCS e CUCS - Gruppo Anti-Manfredonia
1987 - Nascita dei Centurioni da una scissione dei Boys
1988 - Nascita de L'impero continua, in seguito Ultrà Roma Primavalle
1989 - Nascita di Opposta Fazione da una scissione del CUCS - Gruppo Anti-Manfredonia
1991 - Nascita dei Lupi
1993 - Fusione tra CUCS Esquilino e Centurioni: nascita del XXI Aprile 753 a.C.
1993 - Nascita degli Arditi
1993 - Fusione tra Vecchio CUCS e CUCS - Gruppo Anti-Manfredonia: rinascita del Commando Ultrà Curva Sud
1994 - Fusione tra Squadre d'azione giallorosse, ASR Mods e parte dei Fedayn: nascita degli AS Roma Ultras
1997 - Nascita dei Fans
1997 - Nascita dei Fegati spappolati da una scissione del Commando Ultrà Curva Sud
1998 - Nascita dell'Irish Clan
1999 – Scioglimento del Commando Ultrà Curva Sud
1999 - La Vecchia Guardia si unisce agli AS Roma Ultras
1999 - Opposta Fazione si unisce agli AS Roma Ultras
1999 - Fegati Spappolati si unisce agli AS Roma Ultras
1999 - Scioglimento di Frangia ostile
2002 - Fusione tra San Lorenzo e Ultrà Roma Primavalle: nascita degli Ultras Primavalle-San Lorenzo
2002 - Nascita degli Ultras romani
2002 - Nascita di Tor Bella Monaca
2002 - Scioglimento degli AS Roma Ultras
2002 - Rinascita degli AS Roma Ultras
2003 – Nascita della Brigata De Falchi
2003 - Nascita dei Giovinezza
2004 - Scioglimento degli AS Roma Ultras
2005 - Nascita del Manipolo
2006 - Nascita di Roma Nord
2006 - Nascita di Stirpe Romana Ultras
2007 - Nascita dei Padroni di casa
2008 - Scioglimento degli Ultras Romani
2008 - Nascita dei Piazza Guadalupe Ultras
2009 - Nascita dei Royalist
2014 - Nascita del gruppo Roma
2016 - Nascita del gruppo Romanismo
2017 - Nascita del gruppo Insurrezione Giallorossa
2023 - Scioglimento dei Fedayn
2023 - Nascita del Gruppo Quadraro

## Gemellaggi e rivalità

Stretta di mano tra i compagni di nazionale Rudi Völler e Karl-Heinz Riedle nel derby del 6 ottobre 1991

Lo juventino Michel Platini e il romanista Zbigniew Boniek in contrasto il 16 marzo 1986

La Roma presenta gemellaggi ufficiali con i greci del Panathīnaïkos e gli spagnoli dell'Atlético Madrid. Tra gli anni 1970 e 1990 la tifoseria capitolina era gemellata con Bologna, Fiorentina, Milan e Napoli (squadra con la quale la Lupa disputa il cosiddetto derby del Sole): il primo terminò il 23 marzo 1997 con l'apposizione di uno striscione con la scritta "Fieri di non essere bolognesi" da parte della tifoseria romana; il secondo si interruppe il 18 marzo 1981, in seguito agli scontri avvenuti tra i tifosi dopo la partita di andata dei quarti di finale di Coppa Italia 1980-1981 Fiorentina-Roma, il terzo il 24 novembre 1985, dovuto alla carica dei Romanisti nei confronti dei Rossoneri, mentre l'ultimo a causa di un gesto offensivo di Salvatore Bagni rivolto ai supporter giallorossi in un Roma-Napoli del 1987. Aumentò dopo l'assassinio dell'ultrà azzurro Ciro Esposito e dalla parte dei partenopei si schierarono curve come quelle di PSG, Atalanta, Monaco 1860, Borussia Dortmund e Stella Rossa; l'antagonismo con quest'ultima è culminato a febbraio 2023, quando alcuni ultras serbi, infiltratosi fra i tifosi della partita Roma-Empoli che si svolgeva, hanno accerchiato i romanisti e rubato lo striscione storico ai Fedayn (poi esposto e bruciato nello stadio di Belgrado).
La rivalità più sentita in assoluto dai tifosi giallorossi è quella con la concittadina Lazio, storica rivale della Lupa, con cui questa si contende il derby di Roma. La sfida tra le due squadre rappresentò, almeno inizialmente, la contrapposizione di due diverse classi sociali: le Aquile erano infatti tifati maggiormente nei quartieri della medio-alta borghesia, mentre la Lupa era seguita soprattutto nei quartieri popolari.
Altrettanto forte è l'antagonismo verso la Juventus, la squadra che contende ai Capitolini il primato delle simpatie dei sostenitori del calcio nel Centro Italia: originatosi fin dagli anni 1930, tale dualismo si è rinfocolato mezzo secolo dopo, quando negli anni 1980 i romani diventarono i più validi contendenti dei Bianconeri al titolo nazionale, rimanendo da allora tra le rivalità più sentite da parte del tifo giallorosso.
La rivalità con l'Inter si è accesa negli anni 2000, quando Nerazzurri e Giallorossi si sono contesi la vittoria di quasi tutti i titoli nazionali. Anche con il Milan i rapporti non sono amichevoli: tra le cause vi è la tragica morte del tifoso romanista Antonio De Falchi, avvenuta nel 1989 a seguito di un agguato e pestaggio a opera di un numeroso gruppo di ultras rossoneri.
Da registrare sono inoltre i dissapori con le tifoserie di Catania (in seguito a un Roma-Catania del novembre 2006, finito 7-0) e Siena (si ricordano due partite sospese nonché l'intonazione, da parte dei sostenitori senesi nel 2009, di cori offensivi nei confronti del suocero di Daniele De Rossi e dello stesso giocatore).